# 威廉·布莱
威廉·布莱，FRS，RN（英語：William Bligh，1754年9月9日—1817年12月7日），英国皇家海军中将，為英國官员和殖民地长官。1789年一个叛变事件发生在由他所指挥的皇家海军舰艇邦蒂号上，布莱和效忠他的船员被叛乱者赶到邦蒂号的小艇上，漂浮了3,618海里（6,701公里）到达了帝汶岛。
在邦蒂号叛乱15年后，布莱被任命为澳大利亚新南威尔士的总督，他的任务是清除腐败的新南威尔士军团的朗姆酒贸易。该项行动造成了被称为朗姆酒叛乱（Rum Rebellion）的事件发生。事件中，布莱再次被拘留，并且职位被叛军废除。

## 早年生活
威廉·布莱出身于1754年9月9日但是不清楚是在哪里。可能是在他父亲佛朗西斯在海关工作的德文部普利茅斯。
布莱另外一个可能的出生地是在祖先留下来靠近康沃尔郡博德明位于St Tudy的房子和Tinten庄园。
布莱的妻子，简·佛朗西斯（Francis Jane）曾经一个寡妇，她前夫姓皮尔斯（Pearce），她娘家姓鲍尔萨姆（Balsam）。
布莱在7岁的时候被皇家海军雇佣，在那个时代，在和海军签约的时候写上“年轻的绅士”就很容易得到晋升所需要的航海资历。（当他长大一点的时候就有足够的从军时间了）
1770年，他16岁的时候，他以一等水兵（able seaman）的军衔到HMS猎人号（HMS Hunter）上服役，那时候因为海军准少尉（midshipman）的职位没有空缺，所以他一直到次年年初才晋升海军准少尉。1771年9月，布莱被调到HMS新月号（HMS Crescent）继续服役了三年。
1776年，布莱被詹姆斯·库克上校选为HMS决心号（HMS Resolution）的船长（sailing master ，不是军事指挥官，负责导航）随同库克进行1776年到太平洋致命的第三次航行。布莱在1780年底返回英国报告库克最后一次航行的细节。
1781年2月4日，布莱娶了驻扎在马恩岛道格拉斯的海关征收员的女儿伊丽莎白·贝瑟姆为妻。婚礼在附近的昂肯（Onchan）举行。
几天之后，他被派到HMS Belle Poule号上担任船长（由资格更老的官员负责导航）。在这之后的1781年8月，他在海德·帕克（Hyde Parker）中将的指挥下参加了多格灘海戰。在接下来的18个月中，他以中尉的军衔在不同的船只上服役。1782年，他参加了何奥伯爵在直布罗陀的战役。
在1783年到1787年之间，布莱作为船长在商船上工作。和许多中尉一样，他发现在美国独立战争结束后，他们很难在海军里面找到全薪的工作，大部分人员都被遣散了。1787年，布莱被选为邦蒂号的指挥官。最终他晋升到了海军中将。